# CPI do Sistema de Tráfego Aéreo
A CPI do Sistema de Tráfego Aéreo conhecida CPI da Crise Aérea ou CPI do Apagão Aéreo foi uma Comissão Parlamentar de Inquérito instalada na Câmara dos Deputados, em 2007, com o objetivo de apurar responsabilidades sobre graves problemas no sistema aéreo brasileiro, encerrada em 3 de outubro do mesmo ano.
No dia 17 de maio o Senado Federal também instaurou uma segunda CPI do Apagão Aéreo, encerrada igualmente em outubro de 2007.